# Carl Bernhard von Wolffersdorff
Carl Bernhard von Wolffersdorff, auch Carl Bernhard von Wolfersdorf, (* 21. Juli 1726 in Merseburg; † 17. Dezember 1796 ebenda) war Erb-, Lehn- und Gerichtsherr auf Altscherbitz, Schkeuditz und Beuditz, Domherr und Prälat des Stifts Merseburg und Dompropst zu Merseburg.
Er stammte aus dem vogtländischen Adelsgeschlecht von Wolffersdorff und war der Sohn von Carl August von Wolffersdorff. Von 1740 bis 1743 besuchte er die Franckeschen Stiftungen.
Am 1. September 1755 heiratete er Albertine Antoinette Charlotte geb. von Waldau. Aus dieser Ehe ging u. a. der Sohn Karl Friedrich Wilhelm von Wolffersdorff (1775–1852) hervor.
Unter seine Leitung erfolgte 1779 der Bau des Herrenhauses in Altscherbitz, das bis zum Beginn des 21. Jahrhunderts überdauerte und zur Ruine verfiel.